# Janier Acevedo
Janier Alexis Acevedo Calle (* 6. Dezember 1985 in Medellín) ist ein ehemaliger kolumbianischer Radrennfahrer.

## Karriere
Janier Acevedo gewann 2009 mit der Gesamtwertung und zwei Etappen Vuelta a Costa Rica seine ersten Wettbewerbe eines internationalen Kalenders. Sein bis dahin erfolgreichstes Karrierejahr war 2013, als er je eine Etappe der Tour of the Gila, der Kalifornien-Rundfahrt und der USA Pro Cycling Challenge gewann und damit die Jahreseinzelwertung der UCI America Tour für sich entschied.
Nach seinen Erfolgen erhielt Acevedo zur Saison 2014 einen Vertrag beim UCI WorldTeam Garmin-Sharp. Mit dem Team nahm er zweimal an einer Grand Tour teil, den Giro d’Italia 2015 beendete er als 120. der Gesamtwertung. Sein wertvollstes ergebnis mit dem Team war der vierte Platz beim Gran Premio Miguel Induráin 2015. Insgesamt konnte er sich nicht etablieren und kehrte 2016 zu seinem ehemaligen Team zurück.
Nach einem Etappenerfolg und weiteren Top-10-Platzierungen startete Acevedo zur Saison 2017 beim UnitedHealthcare Professional Cycling Team einen zweiten Versuch als Radprofi, sein Vertrag wurde jedoch nach zwei Jahren erneut nicht verlängert. Nachdem er noch eine Saison für das Team EPM gefahren war, beendete er nach der Saison 2019 im Alter von 34 Jahren seine Karriere als Radrennfahrer.

## Erfolge
2009
- Gesamtwertung und zwei Etappen Vuelta a Costa Rica

2010
- Mannschaftszeitfahren Vuelta a Colombia
- eine Etappe Vuelta a Guatemala

2011
- Mannschaftszeitfahren Vuelta a Colombia
- eine Etappe Tour of Utah

2013
- eine Etappe Tour of the Gila
- eine Etappe Kalifornien-Rundfahrt
- eine Etappe USA Pro Cycling Challenge
- Gesamtwertung UCI America Tour

2016
- eine Etappe Joe Martin Stage Race

## Grand-Tour-Platzierungen
| Grand Tour            | 2014 | 2015 |
| --------------------- | ---- | ---- |
| Giro d’ItaliaGiro     | –    | 120  |
| Tour de FranceTour    | DNF  | –    |
| Vuelta a EspañaVuelta | –    | –    |